# Арап Петра Великого
«Арап Петра Великого» (рос. Арап Петра Великого) — незавершений історичний роман російського письменника Олександра Пушкіна, розпочатий у 1827 році. Другий прозовий твір, розпочатий автором.

## Про роман в цілому
Цінність цього роману полягає в тому, що він є другим прозовим твором в історії літературної творчості О. С. Пушкіна, який почав писати «Арапа …» 31 липня 1827 року. Більш того, можна вважати його по-справжньому вдалим досвідом написання прозового тексту, оскільки першим є начерк повісті «Надінька», яка належить до ліцейського періоду; начерк так і не переріс у самодостатній і закінчений літературний твір. У серпні та вересні 1836 року було зафіксовано останні дати авторської роботи над текстом «Арапа …». У листі від 13 (25) квітня 1837 року С. М. Карамзіна писала синові: «Днями Жуковський читав нам роман Пушкіна, чудовий: „Ібрагім, царський Арап“. Цей негр такий чарівний, що нітрохи не дивуєшся пристрасті, викликаної ним до себе навіть дамі двору регента; багато рис характеру і навіть його зовнішності скальковані з самого Пушкіна».
Слід зазначити, що роман не був закінчений, а за життя поета були надруковані лише два обраних уривки як «глав з історичного роману», які з'явилися в журналі «Современник» (1837, т. 5) і були об'єднані під однією назвою «Арап Петра Великого», оскільки сам Пушкін так і не дав назви своїм історичним дослідженням. Образ Ібрагіма в романі, як неодноразово зазначалося як сучасниками так і пушкіністами, має печатку «літературного автобіографізму».

## Витоки
В ході роботи над романом О. С. Пушкін скрупульозно збирав матеріали про події петрівської епохи, її традиції й спосіб життя людей тієї доби. Особливу складність, що підкреслює цінність досягнення Пушкіна, становить те, що повного історіографічного опису періоду правління Петра I до Пушкіна не існувало. Єдиним джерелом для автора була багатотомна праця Івана Івановича Голикова «Діяння Петра Великого, мудрого перетворювача Росії», на яку Пушкін багато в чому спирався при створенні життєпису свого предка. Голикову вдалося зібрати письмовий, усний та фольклорний матеріал про петровську епоху, але в цілому відомості були представлені в досить розпорошеному вигляді. Що стосується ключового фабульного напрямку роману, то він був запозичений з історичного анекдоту «Щедрість монарха у нагородженні заслуг», який був зафіксований тим же Голиковим. Оскільки О. С. Пушкін сам довгий час захоплювався збиранням історичних переказів і анекдотів, він вносив деякі корективи інтерпретаційного характеру в історії, викладені Голиковим. Іншим джерелом для Пушкіна була праця Олександра Корниловича, яка являє собою зібрання історичних нарисів про побут та звичаї Санкт-Петербурга петрівської доби.

## Тема, історичний контекст, особистість головного героя

Леонід Фейнберг. «Арап Петра Великого» (1949). Із зібрання музею-заповідника «Михайловське»

Незважаючи на прагнення дотримуватися принципу історичної достовірності, заради виграшу літературної якості Пушкін переосмислив деякі фактичні дані. Зокрема, в реальності А. П. Ганнібал одружився тільки через шість років після смерті Петра Першого, а його дружина, темпераментна гречанка Євдокія Діопер, не походила з боярського роду. Можливо, Пушкін при написанні «Арапа …» керувався необхідністю з'єднати перекази про Ганнібала з півлегендарними відомостями про інших предків, які походили з гілки Пушкіних, що надає образу головного персонажа певну еклектичну збірність, від чого розповідь тільки виграє.
Версію про релевантності для автора сімейних переказів та історичних анекдотів підтверджують друзі і радники Пушкіна Олексій Вульф і Петро Вяземський, які виступають в ролі основних свідків літературного процесу, оскільки ескізи, робочі плани, програмні розробки тексту і чорнові варіанти до нас не дійшли.
А. Н. Вульф, наприклад, посилаючись на самого Пушкіна, говорить про те, що «Головна зав'язка роману буде невірність дружини цього арапа, яка народила йому білу дитину, за що була посаджена в монастир».
У центрі романного тексту знаходиться людина, улюбленець історичних обставин, наділений винятковими особистими якостями, з неабиякою долею, але аж ніяк не типовий персонаж шахрайського наративу. Цар Петро — його хрещений батько, тому він є непохитним сподвижником реформаційних намірів правителя Росії, що настроює проти «арапа» представників консервативного боярського середовища, незадоволеного активною діяльністю царя-реформатора. Він — віддане «пташеня гнізда Петрова», щиро демонструє свої найкращі якості, нездатний на зраду і відступництво. У той же час він ніби нарочито позбавлений ініціативи, волі до самостійного прийняття рішень: Петро вирішує за Ганнібала навіть питання, пов'язані з особистим життям, що анітрохи не бентежить «арапа». Незважаючи на те, що петербурзькі реалії петрівського часу представлені читачеві через призму сприйняття Ібрагімом Ганнібалом і його столичним нерозлучним приятелем Корсаковим, автор залишає за собою право зробити узагальнення. У цьому відношенні цікава думка дослідника творчості Пушкіна Н. Н. Петрунін, яка зазначає, що «герої в розповіді отримують окремі грані авторського сприйняття, їм не доводиться пізнавати час і місце дії в процесі поступового руху від зовнішніх проявів духу епохи до її глибинним внутрішнім процесам».

## Аналіз історичної епохи в світі образу героя
У процесі продовження роботи над романом автора відкриваються нові аспекти вітальної і духовної проблематики головного героя тексту. Насправді в абсолютному центрі оповіді знаходиться особистість Петра Великого; разом зі своїм сподвижником Ібрагімом він постає в ролі сполучного елемента всієї просторово-часової та культурної парадигми, на якій базується текст роману. Важливо було продемонструвати безперервне внутрішнє протиборство тих людей, які чинили опір духовним і культурним перетворенням Петра, чого віртуозно добився Пушкін. Автор «арапа Петра Великого» продемонстрував складні трансформаційні процеси, що мали місце в моральному житті цілого народу і країни в переломний для історії Росії момент. Справа в тому, що історична наука почала 1820-х років в фактологічному і методологічному аспектах не була готова до виконання такого комплексного завдання, саме тому романний працю А. С. Пушкіна не міг бути завершеним. Сама канонізована форма російського роману також не відповідала завданням, які поклав на неї Пушкін, що також вплинуло на те, що «Арап Петра Великого» залишився незавершеним.
У 1976 році популярний і талановитий радянський режисер О. Н. Мітта за мотивами пушкінського твору створив фільм «Розповідь про те, як цар Петро арапа женив», який відразу знайшов широку популярність.
З важливих літературознавчий досліджень, присвячених генезису, тематиці і сюжетик тексту роману, можна відзначити наукову статтю Д. П. Якубовича «Арап Петра Великого» зі збірки «Пушкін. Дослідження і матеріали», виданого в Ленінграді в 1979 році. Також звертає на себе увагу аналіз «арапа …», запропонований філологом, фольклористом Д. Д. Благим в книзі «Творчий шлях Пушкіна (1826—1836)».

## Екранізація
- 1976 — «Розповідь про те, як цар Петро арапа женив»